# Pygmérördrom
Pygmérördrom (Botaurus sturmii) är en afrikansk fågel i familjen hägrar inom ordningen pelikanfåglar.

## Kännetecken

### Utseende
Pygmérördrommen är en mycket liten häger, endast 27–30 centimeter lång. Den är lik dvärgrördrommen i formen med exempelvis korta, rundade vingar. Unikt för arten är kombinationen otecknat blyfärgad ovansida, gulbeige undersida med grova svarta streck och en gul näbb med mörk näbbrygg. Den har ljust gula ben och orange långa tår som sticker utanför stjärten i flykten.

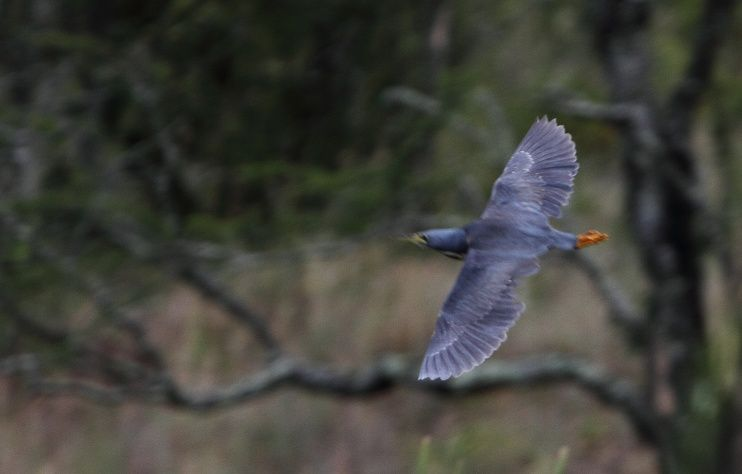
I flykten syns de orange utstickande fötterna tydligt.

### Läten
Pygmérördrommen är mestadels tystlåten, men låter som spelläte höra ett skällande "ra-ra-ra-ra-ra...".

## Utbredning och systematik
Pygmérördrommen förekommer i Afrika söder om Sahara. Den ses sällsynt utanför sitt utbredningsområdet, med två fynd i kontinentala Europa: 17 oktober 2019 när en individ hittades död i Parque Grandes botaniska trädgårdar i Aragón i Spanien samt en fågel som krockade med en bil i franska Ustaritz och senare avled. Fågeln har också påträffats i Kanarieöarna vid sex tillfällen (1886 och 2002 på Teneriffa, 2000 och 2019 på Gran Canaria samt i december 2017 två individer på Fuerteventura) och på Malta) samt i Oman.

Pygmérördrommens utbredning.

### Släktestillhörighet
Tidigare placerades arten i Ixobrychus tillsammans med andra små rördrommar, men inkluderas sedan 2024 med de större rördrommarna i Botaurus baserat på genetiska studier. Redan 1987 visade Sheldon med hjälp av DNA-DNA-hybridisering att amerikansk dvärgrördrom står närmare amerikansk rördrom snarare än de två andra Ixobrychus-arterna i studien (kanelrördrom och dvärgrördrom). I Päckert m.fl. (2014) som använde DNA-streckkodning stod amerikansk dvärgrördrom närmare de tre Botaurus-arterna i studien snarare än de övriga Ixobrychus-arterna.
Hruska m.fl. (2023), den hittills mest omfattande genetiska studien av hägrar, bekräftar systerskapet mellan amerikansk dvärgrördrom och Botaurus-rördrommarna, men också att den likaledes amerikanska arten strimryggig dvärgrördrom står närmare denna grupp än övriga dvärgrördrommar. Amerikansk dvärgrördrom och även strimryggig dvärgrördrom skulle därför kunna brytas ut i egna släkten, alternativt flyttas till Botaurus. Med tanke på amerikanska dvärgrördrommens likhet med typarten för Ixobrychus dvärgrördrommen, så pass att de tidigare har behandlats som en och samma art, anses en bättre lösning vara att inkludera alla dvärgrördrommar i Botaurus. Att så olikstora arter ryms i ett och samma släkte kan förklaras med att evolutionen i denna grupp gått relativt fort, där stora arter utvecklats snabbt ur mindre.

## Ekologi
Fågeln trivs i en rad olika miljöer, men framför allt i buskområden eller skogar med varierande vattennivåer. Den frekventerar flodkanter, åar, sjöar, reservoarer och dammar, våtmarker med vass eller gräs, översvämningsområden, mangroveträsk och risfält. Pygmérördromen jagar allra helst nattetid, ibland också på dagen om det är mulet, på jakt efter gräshoppor och grodor, men också småfisk, krabbor, spindlar och sniglar.

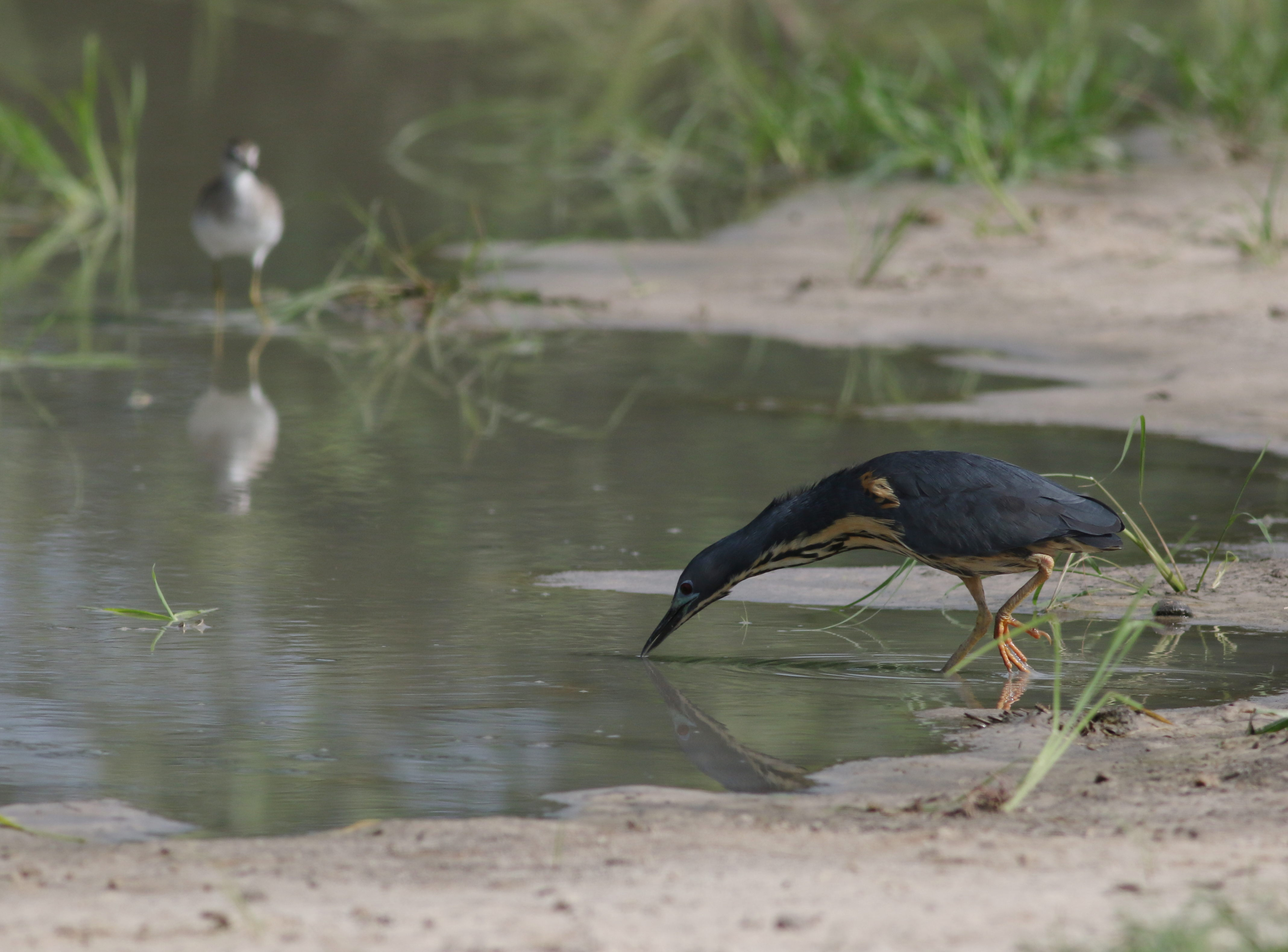
Födosökande pygmérördrom i Botswana.

Den häckar i enstaka par eller små grupper med ett par dussin. Boet är en plattform av kvistar och grenar en halvmeter till fyra meter upp i ett träd eller en buske som hänger över vatten eller står i ett översvämmat område.

## Status
Både populationens storlek och utveckling är okänd, men utbredningsområdet är mycket stort. IUCN kategoriserar arten som livskraftig.

## Namn
Fågelns vetenskapliga artnamn hedrar Johann Heinrich Christian Friedrich Sturm (1805–1862), tysk fågelkonstnär och samlare.